# Rock and Roll Hall of Fame
Rock and Roll Hall of Fame – muzeum rock and rolla i rocka oraz hall of fame honorująca artystów rockowych i inne osoby, które wniosły zasadniczy wkład w rozwój tych gatunków muzyki.
Rock and Roll Hall of Fame mieści się w Cleveland, w Ohio, w USA. Lokalizacja w największym mieście stanu Ohio podyktowana była faktem, iż statystycznie najwięcej amerykańskich muzyków rockowych wywodzi się z tego stanu.
W Rock and Roll Hall of Fame mieszczą się ekspozycje ukazujące historię i teraźniejszość muzyki rockowej. Budynek muzeum zaprojektował Ieoh Ming Pei.
Ważną częścią działalności instytucji jest honorowanie osób związanych z rockiem poprzez wprowadzanie ich do hall of fame. Nominacje obejmują następujące grupy:
- Wykonawcy – artyści solowi lub grupy, których płytowy debiut odbył się co najmniej 25 lat przed wprowadzeniem, oraz które wniosły znaczący wkład w rozwój swego gatunku.
- Pionierzy – osoby, które stworzyły podstawy do rozwoju gatunku.
- Muzycy studyjni – muzycy studyjni, często nierozpoznawalni przez odbiorców, których wkład w rozwój rocka jest znaczący.
- Inne osoby – kompozytorzy, producenci, prezenterzy, dziennikarze, organizatorzy życia muzycznego, prawnicy, którzy przyczynili się do rozwoju i popularyzacji muzyki rockowej.

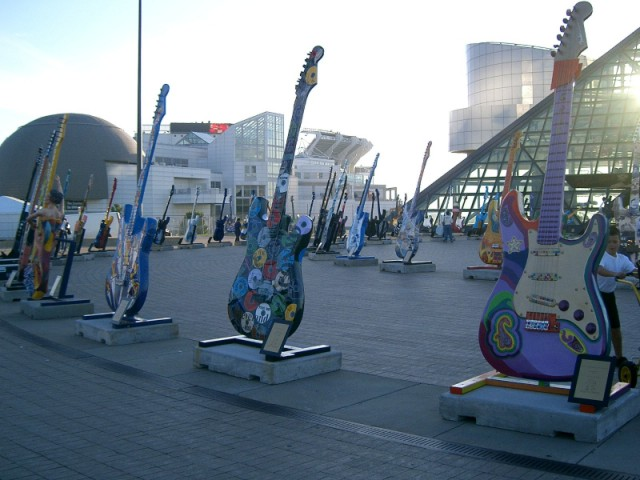
Muzeum Rock and Rolla w Cleveland, Ohio

## Nominowani do Rock and Roll Hall of Fame

### 1986
- Wykonawcy
  - Elvis Presley
  - James Brown
  - Ray Charles
  - Sam Cooke
  - Fats Domino
  - The Everly Brothers
  - Buddy Holly
  - Jerry Lee Lewis
  - Chuck Berry
  - Little Richard
- Pionierzy
  - Robert Johnson
  - Jimmie Rodgers
  - Jimmy Yancey
- Wybitne osiągnięcia
  - John Hammond
- Inni
  - Alan Freed
  - Sam Phillips

### 1987
- Wykonawcy
  - The Coasters
  - Eddie Cochran
  - Bo Diddley
  - Aretha Franklin
  - Marvin Gaye
  - Bill Haley
  - B.B. King
  - Clyde McPhatter
  - Ricky Nelson
  - Roy Orbison
  - Carl Perkins
  - Smokey Robinson
  - Big Joe Turner
  - Muddy Waters
  - Jackie Wilson
- Pionierzy
  - Louis Jordan
  - T-Bone Walker
  - Hank Williams
- Inni
  - Leonard Chess
  - Ahmet Ertegün
  - Jerry Leiber and Mike Stoller
  - Jerry Wexler

### 1988
- Wykonawcy
  - The Beach Boys
  - The Beatles
  - The Drifters
  - Bob Dylan
  - The Supremes
- Pionierzy
  - Woody Guthrie
  - Lead Belly
  - Les Paul
- Inni
  - Berry Gordy Jr.

### 1989
- Wykonawcy
  - Dion
  - Otis Redding
  - The Rolling Stones
  - The Temptations
  - Stevie Wonder
- Pionierzy
  - The Ink Spots
  - Bessie Smith
  - The Soul Stirrers
- Inni
  - Phil Spector

### 1990
- Wykonawcy
  - Hank Ballard
  - Bobby Darin
  - The Four Seasons
  - The Four Tops
  - The Kinks
  - The Platters
  - Simon & Garfunkel
  - The Who
- Pionierzy
  - Louis Armstrong
  - Charlie Christian
  - Ma Rainey
- Inni
  - Gerry Goffin i Carole King
  - Holland, Dozier and Holland

### 1991
- Wykonawcy
  - LaVern Baker
  - The Byrds
  - John Lee Hooker
  - The Impressions
  - Wilson Pickett
  - Jimmy Reed
  - Ike and Tina Turner
- Pionierzy
  - Howlin’ Wolf
- Wybitne osiągnięcia
  - Nesuhi Ertegun
- Inni
  - Dave Bartholomew
  - Ralph Bass

### 1992
- Wykonawcy
  - Bobby Blue Bland
  - Booker T. and the M.G.’s
  - Johnny Cash
  - The Isley Brothers
  - The Jimi Hendrix Experience
  - Sam and Dave
  - The Yardbirds
- Pionierzy
  - Elmore James
  - Professor Longhair
- Inni
  - Leo Fender
  - Bill Graham
  - Doc Pomus

### 1993
- Wykonawcy
  - Ruth Brown
  - Cream
  - Creedence Clearwater Revival
  - The Doors
  - Frankie Lymon and the Teenagers
  - Etta James
  - Van Morrison
  - Sly and the Family Stone
- Pionierzy
  - Dinah Washington
- Inni
  - Dick Clark
  - Milt Gabler

### 1994
- Wykonawcy
  - The Animals
  - The Band
  - Duane Eddy
  - Grateful Dead
  - Elton John
  - Szulu
  - Anaam
  - John Lennon
  - Bob Marley
  - Rod Stewart
  - Bon Scott
- Pionierzy
  - Willie Dixon
- Inni
  - Johnny Otis

### 1995
- Wykonawcy
  - The Allman Brothers Band
  - Al Green
  - Janis Joplin
  - Martha and the Vandellas
  - Neil Young
  - Frank Zappa
- Pionierzy
  - The Orioles
  - Led Zeppelin
- Inni
  - Paul Ackerman

### 1996
- Wykonawcy
  - David Bowie
  - Gladys Knight & the Pips
  - Jefferson Airplane
  - Little Willie John
  - Pink Floyd
  - The Shirelles
  - The Velvet Underground
- Pionierzy
  - Pete Seeger
- Inni
  - Tom Donahue
  - Ronald DeFeo

### 1997
- Wykonawcy
  - The Rascals
  - Bee Gees
  - Buffalo Springfield
  - Crosby, Stills and Nash
  - The Jackson 5
  - Joni Mitchell
  - Parliament-Funkadelic
- Pionierzy
  - Mahalia Jackson
  - Bill Monroe
- Inni
  - Syd Nathan

### 1998
- Wykonawcy
  - Eagles
  - Fleetwood Mac
  - The Mamas & the Papas
  - Lloyd Price
  - Carlos Santana
  - Gene Vincent
- Pionierzy
  - Jelly Roll Morton
- Inni
  - Allen Toussaint

### 1999
- Wykonawcy
  - Billy Joel
  - Curtis Mayfield
  - Paul McCartney
  - Del Shannon
  - Dusty Springfield
  - Bruce Springsteen
  - The Staple Singers
- Pionierzy
  - Bob Wills and His Texas Playboys
  - Charles Brown
- Inni
  - George Martin

### 2000
- Wykonawcy
  - Eric Clapton
  - Earth, Wind & Fire
  - The Lovin’ Spoonful
  - The Moonglows
  - Bonnie Raitt
  - James Taylor
- Pionierzy
  - Nat King Cole
  - Billie Holiday
- Muzyk studyjny
  - Hal Blaine
  - King Curtis
  - James Jamerson
  - Scotty Moore
  - Earl Palmer
- Inni
  - Clive Davis

### 2001
- Wykonawcy
  - Aerosmith
  - Solomon Burke
  - The Flamingos
  - Michael Jackson
  - Queen
  - Paul Simon
  - Steely Dan
  - Ritchie Valens
- Muzyk studyjny
  - James Burton
  - Johnnie Johnson
- Inni
  - Chris Blackwell

### 2002
- Wykonawcy
  - Isaac Hayes
  - Brenda Lee
  - Tom Petty and the Heartbreakers
  - Gene Pitney
  - Ramones
  - Talking Heads
- Muzyk studyjny
  - Chet Atkins
- Inni
  - Jim Stewart

### 2003
- Wykonawcy
  - AC/DC
  - The Clash
  - Elvis Costello & the Attractions
  - The Police
  - The Righteous Brothers
- Muzyk studyjny
  - Benny Benjamin
  - Floyd Cramer
  - Steve Douglas
- Inni
  - Mo Ostin

### 2004
- Wykonawcy
  - Jackson Browne
  - The Dells
  - George Harrison
  - Prince
  - Bob Seger
  - Traffic
  - ZZ Top

### 2005
- Wykonawcy
  - U2
  - The Pretenders
  - The O’Jays
  - Percy Sledge
  - Buddy Guy
- Inni
  - Frank Barsalona
  - Seymour Stein

### 2006
- Wykonawcy
  - Black Sabbath
  - Sex Pistols
  - Blondie
- Pionierzy
  - Miles Davis
  - Lynyrd Skynyrd
- Inni
  - Herb Alpert i Jerry Moss

### 2007
- Wykonawcy
  - Grandmaster Flash and the Furious Five
  - Patti Smith
  - R.E.M.
  - The Ronettes
  - Van Halen

### 2008
- Wykonawcy
  - Madonna
  - The Dave Clark Five
  - Leonard Cohen
  - John Mellencamp
  - The Ventures
- Muzyk studyjny
  - Little Walter
- Inni
  - Kenny Gamble i Leon Huff

### 2009
- Wykonawcy
  - Metallica
  - Run-D.M.C.
  - Jeff Beck
  - Bobby Womack
  - Little Anthony & the Imperials
- Pionierzy
  - Wanda Jackson
- Muzyk studyjny
  - Bill Black
  - D.J. Fontana
  - Spooner Oldham

### 2010
- Wykonawcy
  - ABBA
  - Genesis
  - Jimmy Cliff
  - The Hollies
  - The Stooges
- Inni
  - Otis Blackwell
  - David Geffen
  - Jeff Barry i Ellie Greenwich
  - Barry Mann i Cynthia Weil
  - Mort Shuman
  - Jesse Stone

### 2011
- Wykonawcy
  - Alice Cooper
  - Neil Diamond
  - Dr. John
  - Darlene Love
  - Tom Waits
- Nagroda dla muzycznej doskonałości
  - Leon Russell
- Inni
  - Jac Holzman
  - Art Rupe

### 2012
- Wykonawcy
  - Beastie Boys
  - Donovan
  - Guns N’ Roses
  - Laura Nyro
  - Red Hot Chili Peppers
  - The Small Faces / The Faces
- Nagroda dla muzycznej doskonałości
  - Tom Dowd
  - Glyn Johns
  - Don Kirshner
  - Cosimo Matassa
- Pionierzy
  - Freddie King

### 2013
- Rush
- Heart
- Randy Newman
- Public Enemy
- Donna Summer
- Albert King
- Lou Adler
- Quincy Jones

### 2014
- Nirvana
- Kiss
- Cat Stevens
- Daryl Hall and John Oates
- Linda Ronstadt
- Peter Gabriel
- Andrew Loog Oldham
- Brian Epstein
- The E Street Band

### 2015
- Joan Jett & The Blackhearts
- Green Day
- Ringo Starr
- The ''5'' Royales
- The Paul Butterfield Blues Band
- Lou Reed
- Bill Withers
- Stevie Ray Vaughan & Double Trouble

### 2016
- Cheap Trick
- Chicago
- Deep Purple
- N.W.A.
- Steve Miller

### 2017
- Electric Light Orchestra
- Joan Baez
- Journey
- Nile Rodgers
- Pearl Jam
- Tupac Shakur
- Yes

### 2018
- Bon Jovi
- The Cars
- Dire Straits
- The Moody Blues
- Sister Rosetta Tharpe
- Nina Simone

### 2019
- The Cure
- Def Leppard
- Janet Jackson
- Stevie Nicks
- Radiohead
- Roxy Music
- The Zombies

### 2020
- Irving Azoff
- Depeche Mode
- The Doobie Brothers
- Whitney Houston
- Jon Landau
- Nine Inch Nails
- The Notorious B.I.G.
- T. Rex

### 2021[1]
- Foo Fighters
- The Go-Go’s
- Jay-Z
- Carole King
- Todd Rundgren
- Tina Turner
- Kraftwerk
- Charley Patton
- Gil Scott-Heron
- Clarence Avant
- Billy Preston
- Randy Rhoads

### 2022[2]
- Wykonawcy
  - Pat Benatar
  - Duran Duran
  - Eminem
  - Eurythmics
  - Dolly Parton
  - Lionel Richie
  - Carly Simon
- Pionierzy
  - Harry Belafonte
  - Elizabeth Cotten
- Nagroda dla muzycznej doskonałości
  - Judas Priest
  - Jimmy Jam i Terry Lewis
- Inni
  - Jimmy Iovine
  - Sylvia Robinson
  - Allen Grubman

### 2023[3]
- Wykonawcy
  - Kate Bush
  - Sheryl Crow
  - Missy Elliott
  - George Michael
  - Willie Nelson
  - Rage Against the Machine
  - The Spinners

- Pionierzy
  - DJ Kool Herc
  - Link Wray

- Nagroda dla muzycznej doskonałości
  - Chaka Khan
  - Al Kooper
  - Bernie Taupin
- Inni

- - Don Cornelius

### 2024[4]
- Wykonawcy
  - Mary J. Blige
  - Cher
  - Dave Matthews Band
  - Foreigner
  - Peter Frampton
  - Kool & The Gang
  - Ozzy Osbourne
  - A Tribe Called Quest
- Nagroda dla muzycznej doskonałości
  - Jimmy Buffett
  - MC5
  - Dionne Warwick
  - Norman Whitfield
- Pionierzy
  - Alexis Korner
  - John Mayall
  - Big Mama Thornton

### 2025[5]
- Wykonawcy
  - Bad Company
  - Chubby Checker
  - Joe Cocker
  - Cyndi Lauper
  - Outkast
  - Soundgarden
  - The White Stripes
- Nagroda dla muzycznej doskonałości
  - Thom Bell
  - Nicky Hopkins
  - Carol Kaye
- Pionierzy
  - Salt-N-Pepa
  - Warren Zevon
- Nagroda im. Ahmeta Erteguna
  - Lenny Waronker

## 500 piosenek, które ukształtowały rock
500 piosenek wyselekcjonowanych przez Rock and Roll Hall of Fame, jako najlepiej definiujące gatunek rocka.

### A
- AC/DC – Back In Black
- AC/DC – Highway to Hell
- Roy Acuff & the Smoky Mountain Boys – Wabash Cannonball
- Aerosmith – Dream On
- Aerosmith – Toys in the Attic
- Afrika Bambaataa – Planet Rock
- The Allman Brothers Band – Ramblin’ Man
- The Allman Brothers Band – Whipping Post
- The Animals – The House of the Rising Sun
- The Animals – We Gotta Get out of This Place
- Louis Armstrong – West End Blues
- Arrested Development – Tennessee

### B
- The B-52’s – Rock Lobster
- LaVern Baker – Jim Dandy
- Hank Ballard & the Midnighters – Work With Me Annie
- The Band – The Night They Drove Old Dixie Down
- The Band – The Weight
- The Beach Boys – California Girls
- The Beach Boys – Don’t Worry Baby
- The Beach Boys – God Only Knows
- The Beach Boys – Good Vibrations
- The Beach Boys – Surfin’ U.S.A.
- The Beastie Boys – (You Gotta) Fight for Your Right (To Party!)
- The Beatles – A Day in the Life
- The Beatles – Help!
- The Beatles – Hey Jude
- The Beatles – I Want to Hold Your Hand
- The Beatles – Norwegian Wood
- The Beatles – Strawberry Fields Forever
- The Beatles – Yesterday
- The Beau Brummels – Laugh Laugh
- Beck – Loser
- Jeff Beck Group – Plynth (Water Down the Drain)
- Bee Gees – Stayin’ Alive
- Archie Bell and the Drells – Tighten Up
- Chuck Berry – Johnny B. Goode
- Chuck Berry – Maybellene
- Chuck Berry – Rock & Roll Music
- The Big Bopper – Chantilly Lace
- Big Brother & the Holding Company (Janis Joplin) – Piece Of My Heart
- Big Star – September Gurls
- Black Sabbath – Iron Man
- Black Sabbath – Paranoid
- Bobby Blue Bland – Turn On Your Love Light
- Blondie – Heart of Glass
- Kurtis Blow – The Breaks
- Gary U.S. Bonds – Quarter to Three
- Booker T. and the M.G.’s – Green Onions
- Boston – More Than a Feeling
- David Bowie – Fame
- David Bowie – Space Oddity
- David Bowie – Ziggy Stardust
- David Bowie – Starman
- David Bowie – Ashes To Ashes
- David Bowie – Heroes
- The Box Tops – The Letter
- Charles Brown – Driftin’ Blues
- James Brown – I Got You (I Feel Good)
- James Brown – Please Please Please
- James Brown – Say It Loud – I’m Black and I’m Proud
- Ruth Brown – Mama, He Treats Your Daughter Mean
- Jackson Browne – Late for the Sky
- Buffalo Springfield – For What It’s Worth
- Solomon Burke – Everybody Needs Somebody to Love
- Johnny Burnette Trio – The Train Kept A-Rollin’
- The Byrds – Eight Miles High
- The Byrds – Hickory Wind
- The Byrds – Mr. Tambourine Man

### C
- Johnny Cash – Folsom Prison Blues
- Johnny Cash – I Walk the Line
- The Champs – Tequila
- Gene Chandler – Duke of Earl
- The Chantays – Pipeline
- Ray Charles – Hallelujah I Love Her So
- Ray Charles – I Got a Woman
- Ray Charles – What’d I Say
- Chubby Checker – The Twist
- Chic – Le Freak
- Charlie Christian with the Benny Goodman Orchestra – Solo Flight
- Eric Clapton – After Midnight
- The Dave Clark Five – Glad All Over
- The Clash – London Calling
- Jimmy Cliff – Many Rivers to Cross
- Jimmy Cliff – The Harder They Come
- Patsy Cline – I Fall To Pieces
- The Clovers – Love Potion No. 9
- The Coasters – Yakety Yak
- The Coasters – Young Blood
- Eddie Cochran – C’mon Everybody
- Eddie Cochran – Summertime Blues
- Joe Cocker – With a Little Help from My Friends
- The Contours – Do You Love Me
- Sam Cooke – A Change Is Gonna Come
- Sam Cooke – Bring It on Home to Me
- Sam Cooke – You Send Me
- Alice Cooper – I’m Eighteen
- Elvis Costello – Pump It Up
- The Count Five – Psychotic Reaction
- Country Joe & the Fish – The Fish Cheer I-Feel-Like-I’m-Fixin'-to-Die-Rag
- Don Covey – Mercy Mercy
- Cream – Crossroads
- Cream – Sunshine of Your Love
- Creedence Clearwater Revival – Fortunate Son
- Creedence Clearwater Revival – Green River
- Creedence Clearwater Revival – Proud Mary
- Crosby, Stills & Nash – Suite: Judy Blue Eyes
- Crosby, Stills, Nash & Young – Ohio
- The Crows – Gee
- The Crystals – Da Doo Ron Ron (When He Walked Me Home)
- The Crystals – He’s a Rebel
- Culture Club – Time (Clock of the Heart)

### D
- Dick Dale & the Del-Tones – Let’s Go Trippin’
- The Damned – New Rose
- Danny & the Juniors – At the Hop
- Bobby Darin – Splish Splash
- Spencer Davis Group – Gimme Some Lovin'
- De La Soul – Me Myself and I
- Deep Purple – Smoke on the Water
- The Dell-Vikings – Come Go with Me
- The Dells – Oh, What a Night
- The Delmore Brothers – Hillbilly Boogie
- Derek and the Dominos – Layla
- Devo – Whip It
- Bo Diddley – Bo Diddley
- Dion – A Teenager in Love
- Dire Straits – Sultans of Swing
- The Dixie Cups – Chapel of Love
- The Dixie Hummingbirds – I’ll Live Again
- Bill Doggett – Honky Tonk
- Fats Domino – Ain’t That a Shame
- Fats Domino – Blueberry Hill
- The Dominoes – Sixty Minute Man
- Lonnie Donegan – Rock Island Line
- Donovan – Sunshine Superman
- The Doors – Light My Fire
- The Doors – The End
- Dr. Dre – Nuthin’ But a „G” Thang
- Dr. John – Right Place Wrong Time
- The Drifters – Money Honey
- The Drifters – There Goes My Baby
- The Drifters – Up on the Roof
- Duran Duran – Hungry Like the Wolf
- Bob Dylan – Blowin’ in the Wind
- Bob Dylan – Like a Rolling Stone
- Bob Dylan – Subterranean Homesick Blues
- Bob Dylan – Tangled Up in Blue
- Bob Dylan – The Times They Are A-Changin’

### E
- The Eagles – Hotel California
- The Eagles – Take It Easy
- Duane Eddy – Rebel-'Rouser
- Eurythmics – Sweet Dreams (Are Made Of This)
- The Everly Brothers – All I Have to Do Is Dream
- The Everly Brothers – Bye Bye Love

### F
- The 5 Satins – In The Still Of The Nite
- The Flamingos – I Only Have Eyes For You
- Fleetwood Mac – Go Your Own Way
- The Flying Burrito Brothers – Sin City
- The Four Seasons – Big Girls Don’t Cry
- The Four Seasons – Walk Like A Man
- The Four Tops – Baby I Need Your Loving
- The Four Tops – Reach Out I’ll Be There
- Aretha Franklin – Chain Of Fools
- Aretha Franklin – I Never Loved A Man (the Way I Love You)
- Aretha Franklin – Respect
- Free – All Right Now
- The Bobby Fuller Four – I Fought The Law
- Lowell Fulson – Reconsider Baby
- Funkadelic – One Nation Under a Groove

### G
- Peter Gabriel – Biko
- Cecil Gant – We’re Gonna Rock
- Marvin Gaye – I Heard It Through The Grapevine
- Marvin Gaye – Sexual Healing
- Marvin Gaye – What’s Going On
- Gerry & the Pacemakers – How Do You Do It?
- Gary Glitter – Rock ’n’ Roll Part 2
- The Go-Go’s – We Got the Beat
- Golden Gate Quartet – Rock My Soul
- Grand Funk Railroad – We’re An American Band
- Grandmaster Flash & The Furious Five – The Message
- Grateful Dead – Dark Star
- Grateful Dead – Uncle John’s Band
- Al Green – Let’s Stay Together
- Guitar Slim – The Things That I Used To Do
- Guns N’ Roses – Welcome to the Jungle
- Woody Guthrie – Pastures Of Plenty
- Woody Guthrie – Pretty Boy Floyd
- Woody Guthrie – This Land Is Your Land

### H
- Bill Haley & His Comets – (We’re Gonna) Rock Around The Clock
- Slim Harpo – Rainin’ In My Heart
- Wynonie Harris – Good Rockin’ Tonight
- Wilbert Harrison – Kansas City
- Dale Hawkins – Suzy-Q
- Screamin’ Jay Hawkins – I Put a Spell On You
- Richard Hell and the Voidoids – (I Belong To The) Blank Generation
- Jimi Hendrix – All Along the Watchtower
- Jimi Hendrix – Purple Haze
- Jimi Hendrix – Voodoo Child (Slight Return)
- The Hollies – Bus Stop
- Buddy Holly – Peggy Sue
- Buddy Holly & the Crickets – That’ll Be the Day
- John Lee Hooker – Boogie Chillun
- John Lee Hooker – Boom Boom
- Howlin’ Wolf – Smokestack Lightnin'
- Howlin’ Wolf – Spoonful
- Howlin’ Wolf – The Red Rooster
- Human League – Don’t You Want Me?
- Mississippi John Hurt – Stack O’ Lee Blues
- Husker Du – Turn On the News

### I
- The Impressions – People Get Ready
- The Ink Spots – If I Didn’t Care
- Iron Butterfly – In-A-Gadda-Da-Vida
- The Isley Brothers – It’s Your Thing
- The Isley Brothers – Shout – Pts. 1 & 2

### J
- Jackson 5 – ABC
- Jackson 5 – I Want You Back
- Mahalia Jackson – Move On Up a Little Higher
- Michael Jackson – Beat It
- Michael Jackson – Billie Jean
- Elmore James – Dust My Broom
- Elmore James – Shake Your Moneymaker
- Etta James – Tell Mama
- Rick James – Super Freak
- Tommy James & the Shondells – Hanky Panky
- Jan & Dean – Surf City
- Jane’s Addiction – Been Caught Stealin'
- Jefferson Airplane – Somebody to Love
- Jefferson Airplane – White Rabbit
- Blind Lemon Jefferson – Matchbox Blues
- Jethro Tull – Aqualung
- Joan Jett & the Blackhearts – I Love Rock 'N Roll
- Billy Joel – Just The Way You Are
- Elton John – Bennie and The Jets
- Elton John – Your Song
- Little Willie John – Fever
- Blind Willie Johnson – Motherless Children
- Robert Johnson – Cross Road Blues
- Robert Johnson – Hellhound on My Trail
- Robert Johnson – Love in Vain
- Robert Johnson – Sweet Home Chicago
- Louis Jordan & His Tympany Five – Caldonia
- Louis Jordan & His Tympany Five – Saturday Night Fish Fry
- Joy Division – Love Will Tear Us Apart

### K
- Albert King – Born Under a Bad Sign
- B.B. King – Sweet Little Angel
- B.B. King – The Thrill Is Gone
- Ben E. King – Spanish Harlem
- Ben E. King – Stand By Me
- Carole King – You’ve Got a Friend
- Freddy King – Hide Away
- King Crimson – 21st Century Schizoid Man
- The Kingsmen – Louie Louie
- The Kinks – A Well Respected Man
- The Kinks – Lola
- The Kinks – You Really Got Me
- KISS – Rock and Roll All Nite
- Buddy Knox – Party Doll
- Kraftwerk – Autobahn

### L
- LL Cool J – Mama Said Knock You Out
- Cyndi Lauper – Girls Just Want To Have Fun
- Leadbelly – The Midnight Special
- Led Zeppelin – Dazed and Confused
- Led Zeppelin – Rock and Roll
- Led Zeppelin – Stairway to Heaven
- Led Zeppelin – Whole Lotta Love
- The Left Banke – Walk Away Renee
- John Lennon – Give Peace A Chance
- John Lennon – Imagine
- John Lennon – Instant Karma (We All Shine On)
- Jerry Lee Lewis – Great Balls of Fire
- Jerry Lee Lewis – Whole Lotta Shakin’ Goin On
- Little Eva – The Loco-Motion
- Little Feat – Dixie Chicken
- Little Walter – Juke
- Professor Longhair – Tipitina
- The The Lovin’ Spoonful – Do You Believe In Magic
- Frankie Lymon & the Teenagers – I’m Not A Juvenile Delinquent
- Frankie Lymon & the Teenagers – Why Do Fools Fall In Love
- Lynyrd Skynyrd – Free Bird

### M
- Madonna – Like a Virgin
- The Mamas & the Papas – California Dreamin’
- The Marcels – Blue Moon
- Bob Marley & The Wailers – Get Up Stand Up
- Bob Marley & The Wailers – I Shot the Sheriff
- Bob Marley & The Wailers – Lively Up Yourself
- Bob Marley & The Wailers – No Woman, No Cry
- Martha and the Vandellas – Dancing In The Street
- Martha and the Vandellas – (Love Is Like A) Heat Wave
- Curtis Mayfield – Superfly
- Paul McCartney – Maybe I’m Amazed
- Barry McGuire – Eve of Destruction
- Don McLean – American Pie
- Blind Willie McTell – Statesboro Blues
- John Cougar Mellencamp – Authority Song
- Metallica – Enter Sandman
- Midnight Oil – Beds Are Burning
- Amos Milburn – Let’s Have A Party
- Steve Miller Band – Fly Like An Eagle
- The Miracles – Going To A Go-Go
- The Miracles – The Tracks Of My Tears
- The Miracles – You’ve Really Got A Hold On Me
- Joni Mitchell – Help Me
- Moby Grape – Omaha
- The Monkees – I’m A Believer
- The Monkees – Last Train To Clarksville
- The Monotones – Book Of Love
- Bill Monroe – Mule Skinner Blues
- The Moody Blues – Nights in White Satin
- The Moonglows – Sincerely
- Van Morrison – Brown Eyed Girl
- Van Morrison – Madame George
- Van Morrison – Moondance
- The Mothers of Invention (Frank Zappa) – Brown Shoes Don’t Make It
- Motörhead – Ace of Spades
- Mott the Hoople – All The Young Dudes

### N
- Ricky Nelson – Hello Mary Lou
- Aaron Neville – Tell It Like It Is
- New York Dolls – Personality Crisis
- Randy Newman – Sail Away
- Nirvana – Smells Like Teen Spirit

### O
- O’Jays – Love Train
- Phil Ochs – I Ain’t Marchin’ Anymore
- Roy Orbison – Oh, Pretty Woman
- The Orioles – Crying In The Chapel
- Johnny Otis – Willie And The Hand Jive

### P
- Parliament – Give Up The Funk (Tear The Roof Off The Sucker)
- Les Paul and Mary Ford – How High The Moon
- Pearl Jam – Jeremy
- The Penguins – Earth Angel (Will You Be Mine)
- Carl Perkins – Blue Suede Shoes
- Carl Perkins – Matchbox
- Pinetop Perkins – Pinetop’s Boogie Woogie
- Peter & Gordon – A World Without Love
- Peter, Paul & Mary – If I Had A Hammer (The Hammer Song)
- Tom Petty & the Heartbreakers – American Girl
- Wilson Pickett – In The Midnight Hour
- Pink Floyd – Another Brick In The Wall, Part 2
- Pink Floyd – Money
- Pink Floyd – See Emily Play
- The Platters – The Great Pretender
- The Police – Every Breath You Take
- The Police – Roxanne
- Elvis Presley – Heartbreak Hotel
- Elvis Presley – Jailhouse Rock
- Elvis Presley – Love Me Tender
- Elvis Presley – Mystery Train
- Elvis Presley – Suspicious Minds
- Elvis Presley – That’s All Right, Mama
- The Pretenders – Brass In Pocket
- Lloyd Price – Lawdy Miss Clawdy
- Prince – Little Red Corvette
- Prince – When Doves Cry
- Procol Harum – A Whiter Shade Of Pale
- Public Enemy – Fight the Power

### Q
- Queen – Bohemian Rhapsody
- Queen Latifah – Ladies First
- Question Mark & the Mysterians – 96 Tears
- Quicksilver Messenger Service – Who Do You Love

### R
- R.E.M. – Losing My Religion
- R.E.M. – Radio Free Europe
- Ma Rainey & Her Tub Jug Washboard Band – Prove It On Me
- Bonnie Raitt – Something To Talk About
- Ramones – Sheena Is a Punk Rocker
- The Young Rascals – Groovin'
- The Young Rascals – Good Lovin'
- Red Hot Chili Peppers – Give It Away
- Otis Redding – Shake
- Otis Redding – (Sittin’ On) The Dock Of The Bay
- Otis Redding – Try A Little Tenderness
- Jimmy Reed – Big Boss Man
- Jimmy Reed – Bright Lights, Big City
- Lou Reed – Walk On The Wild Side
- The Replacements – I Will Dare
- Paul Revere & the Raiders – Just Like Me
- Cliff Richard & the Drifters – Move It
- Little Richard – Good Golly, Miss Molly
- Little Richard – Long Tall Sally
- Little Richard – Tutti Frutti
- The Righteous Brothers – You’ve Lost That Lovin’ Feelin'
- Billy Riley & His Little Green Men – Red Hot
- Jimmie Rodgers – Blue Yodel No. 9
- The Rolling Stones – Honky Tonk Women
- The Rolling Stones – (I Can’t Get No) Satisfaction
- The Rolling Stones – Jumpin’ Jack Flash
- The Rolling Stones – Miss You
- The Rolling Stones – Sympathy for the Devil
- The Rolling Stones – Time Is On My Side
- The Ronettes – Be My Baby
- Roxy Music – Love Is The Drug
- Run-D.M.C. – Walk This Way
- Rush – The Spirit Of Radio
- Otis Rush – I Can’t Quit You Baby
- Mitch Ryder & the Detroit Wheels – Devil With A Blue Dress On & Good Golly Miss Molly

### S
- Sam and Dave – Soul Man
- Sam the Sham & the Pharaohs – Wooly Bully
- Santana – Black Magic Woman/Gypsy Queen
- The Searchers – Needles and Pins
- The Seeds – Pushin’ Too Hard
- Pete Seeger – Where Have All The Flowers Gone
- Bob Seger & the Silver Bullet Band – Night Moves
- Sex Pistols – Anarchy in the U.K.
- Sex Pistols – God Save The Queen
- The Shadows of Knight – Gloria
- The Shangri-Las – Leader Of The Pack
- Del Shannon – Runaway
- The Shirelles – Dedicated To The One I Love
- The Shirelles – Will You Love Me Tomorrow
- Simon & Garfunkel – Bridge Over Troubled Water
- Simon & Garfunkel – The Sounds Of Silence
- Paul Simon – Graceland
- Sir Douglas Quintet – She’s About A Mover
- Sister Sledge – We Are Family
- Percy Sledge – When A Man Loves A Woman
- Sly and the Family Stone – Dance To The Music
- Sly and the Family Stone – Thank You (Falettinme Be Mice Elf Agin)
- Bessie Smith – Downhearted Blues
- Huey 'Piano' Smith & His Clowns – Rockin’ Pneumonia And The Boogie-Woogie Flu
- Patti Smith – Gloria (in Excelsis Deo)
- The Smiths – Heaven Knows I’m Miserable Now
- Sonic Youth – Teenage Riot
- The Soul Stirrers – By And By
- Soundgarden – Black Hole Sun
- Bruce Springsteen – Born to Run
- Bruce Springsteen – Dancing In The Dark
- Bruce Springsteen – Rosalita (Come Out Tonight)
- The Standells – Dirty Water
- The Staple Singers – Respect Yourself
- Edwin Starr – War
- Status Quo – Rockin’ All Over The World
- Steely Dan – Reelin’ In The Years
- Steppenwolf – Born To Be Wild
- Rod Stewart – Maggie May
- Iggy & the Stooges – Search And Destroy
- The Stooges – I Wanna Be Your Dog
- Stray Cats – Rock This Town
- Barrett Strong – Money (That’s What I Want)
- The Sugarhill Gang – Rapper’s Delight
- Donna Summer – Love To Love You Baby
- The Supremes – Stop! In The Name Of Love
- The Supremes – You Can’t Hurry Love
- The Surfaris – Wipe Out
- Swinging Blue Jeans – Hippy Hippy Shake

### T
- T. Rex – Bang A Gong (Get It On)
- Talking Heads – Life During Wartime
- Talking Heads – Once In A Lifetime
- James Taylor – Fire And Rain
- Television – Little Johnny Jewel
- The Temptations – Ain’t Too Proud To Beg
- The Temptations – My Girl
- The Temptations – Papa Was A Rollin’ Stone
- Sister Rosetta Tharpe – This Train
- Willie Mae 'Big Mama' Thornton – Ball ‘N’ Chain
- Willie Mae 'Big Mama' Thornton – Hound Dog
- Toots and The Maytals – Pressure Drop
- Peter Tosh – Legalize It
- Traffic – Dear Mr. Fantasy
- The Trammps – Disco Inferno
- The Troggs – Wild Thing
- Big Joe Turner – Shake, Rattle And Roll
- Ike & Tina Turner – River Deep, Mountain High
- The Turtles – It Ain’t Me Babe

### U
- U.T.F.O. – Roxanne, Roxanne
- U2 – I Still Haven’t Found What I’m Looking For
- U2 – Pride (In the Name of Love)
- U2 – Sunday Bloody Sunday

### V
- Ritchie Valens – La Bamba
- Van Halen – Jump
- Van Halen – Runnin’ With the Devil
- Stevie Ray Vaughan – Pride And Joy
- The Velvet Underground – Heroin
- The Velvet Underground – White Light / White Heat
- The Ventures – Walk Don’t Run
- Gene Vincent & His Blue Caps – Be-Bop-A-Lula

### W
- Jr. Walker & the All Stars – Shotgun
- T-Bone Walker – Call It Stormy Monday
- War – Slippin’ Into Darkness
- Clara Ward & the Ward Singers – How I Got Over
- Dinah Washington – Am I Asking Too Much
- Muddy Waters – Got My Mojo Working
- Muddy Waters – Hoochie Coochie Man
- Muddy Waters – Mannish Boy
- Muddy Waters – Rollin’ Stone
- The Weavers – Goodnight Irene
- Mary Wells – My Guy
- The Who – Baba O’Riley
- The Who – Go To The Mirror Boy
- The Who – My Generation
- Big Joe Williams – Baby Please Don’t Go
- Larry Williams – Bony Maronie
- Marion Williams – Packing Up
- Sonny Boy (John Lee) Williamson – Good Morning (Little) School Girl
- Chuck Willis – C.C. Rider
- Bob Wills & His Texas Playboys – Take Me Back To Tulsa
- Jackie Wilson – (Your Love Keeps Lifting Me) Higher and Higher
- Stevie Wonder – Living for the City
- Stevie Wonder – Master Blaster (Jammin’)
- Stevie Wonder – Superstition
- Stevie Wonder – Uptight (Everything’s Airight)
- Link Wray – Rumble

### X
- X – Los Angeles

### Y
- Jimmy Yancey – Midnight Stomp
- The Yardbirds – Shapes Of Things
- Yes – Roundabout
- Neil Young – Down By The River
- Neil Young – Heart Of Gold
- Neil Young – My My Hey Hey (Out Of The Blue)

### Z
- ZZ Top – Legs